# Roprachtice
Roprachtice jsou obec v okrese Semily v Libereckém kraji. Leží asi pět kilometrů jižně od Vysokého nad Jizerou a osmnáct kilometrů severovýchodně od Semil. Žije zde 294 obyvatel.

## Historie
První písemná zmínka o obci pochází z roku 1352. Nejvíce obyvatel měla obec v polovině 19. století – téměř 1 500. Elektřina byla v obci zavedena v roce 1927.

## Život v obci
V obci působí dlouhodobě čtyři spolky – TJ Sokol Roprachtice, Sbor dobrovolných hasičů Roprachtice, Český červený kříž Roprachtice a Myslivecký spolek Kopanina-Roprachtice. Od dubna 2019 působí v obci Roprachtický okrašlovací spolek. V provozu je v součanosti hospoda u Tichánků, která stojí od třicátých let 20. století a od poloviny 90. let je pod správou Sokola. Součástí hospody je taneční sál o ploše asi 100 m2 s jevištěm, kde všechny tři spolky každoročně pořádají bály. Dále se v hospodě u Tichánků každoročně 10. října pořádají posvícenské zábavy a poslední leč (myslivecká slavnost k zakončení sezony). Pouť v Roprachticích vychází osm neděl po Velikonocích a v jejím pořádání se tradičně střídají Sokolové a Hasiči.
Od roku 1979 se zde v režii Sokola pořádal také „Pohádkový les pro děti“,. Přibližně od roku 2013 se akce stala známou ve velmi širokém okolí, každoročně se účastní kolem 300 dětí, poslední roky akci sponzoroval Liberecký kraj. Jedná se o pohádkovou trasu se stanovišti představujícími jednotlivé pohádky – zde děti plní různé úkoly. Organizace této akce vyžadovala více než 50 dobrovolníků. V roce 2019 bylo rozhodnuto o ukončení pořádání této akce v dosavadní podobě a byl zrealizován poslední, jubilejní 40. ročník. Další roky se bude pořádat akce pro děti v podobném duchu, ovšem v méně rozsáhlé podobě.
V roce 2015, po přibližně padesátileté odmlce, byl obnoven ochotnický divadelní spolek, který pomalu, ale jistě získává na popularitě.
Od roku 2019 vychází obecní čtvrtletník. Tento rok byl také vytvořen obecní znak a vlajka. Oficiálně se používá od 25. listopadu 2019.
Na podzim roku 2020 byla zahájena stavba haly pro sběr a třídění odpadu. Stavba bude dokončena v 1. polovině roku 2021. V roce 2021 by také měly být zahájeny práce na novém zdroji pitné vody a na modernizaci veřejného osvětlení.

## Obyvatelstvo
| Rok            | 1869  | 1880  | 1890  | 1900  | 1910  | 1921  | 1930 | 1950 | 1961 | 1970 | 1980 | 1991 | 2001 | 2011 | 2021 |
| -------------- | ----- | ----- | ----- | ----- | ----- | ----- | ---- | ---- | ---- | ---- | ---- | ---- | ---- | ---- | ---- |
| Počet obyvatel | 1 494 | 1 399 | 1 378 | 1 238 | 1 164 | 1 082 | 959  | 602  | 502  | 412  | 312  | 308  | 268  | 275  | 269  |
| Počet domů     | 242   | 244   | 230   | 225   | 230   | 223   | 226  | 217  | 176  | 152  | 128  | 198  | 211  | 213  | 220  |

## Obecní správa

### Obecní symboly
Znak a vlajka byly obci uděleny rozhodnutím předsedy Poslanecké sněmovny Parlamentu České republiky dne 11. července 2019.

## Pamětihodnosti
- Kostel Nejsvětější Trojice
- Boží muka u polní cesty
- Krucifix u školy
- Socha svatého Jana Nepomuckého
- Socha svatého Stanislava
- Cyrilometodějské smírčí kříže
- Rozhledna U borovice

## Zajímavosti
V obci se natáčely filmy Zapomenuté světlo, Kráva, Cena medu, Bella Mia či Krakonoš a lyžníci.

## Osobnosti
- Josef Frydrych (1880–1966), rodák z Roprachtic, správce statků Jana II. z Lichtenštejna a velkostatkář v Žarošicích

## Galerie

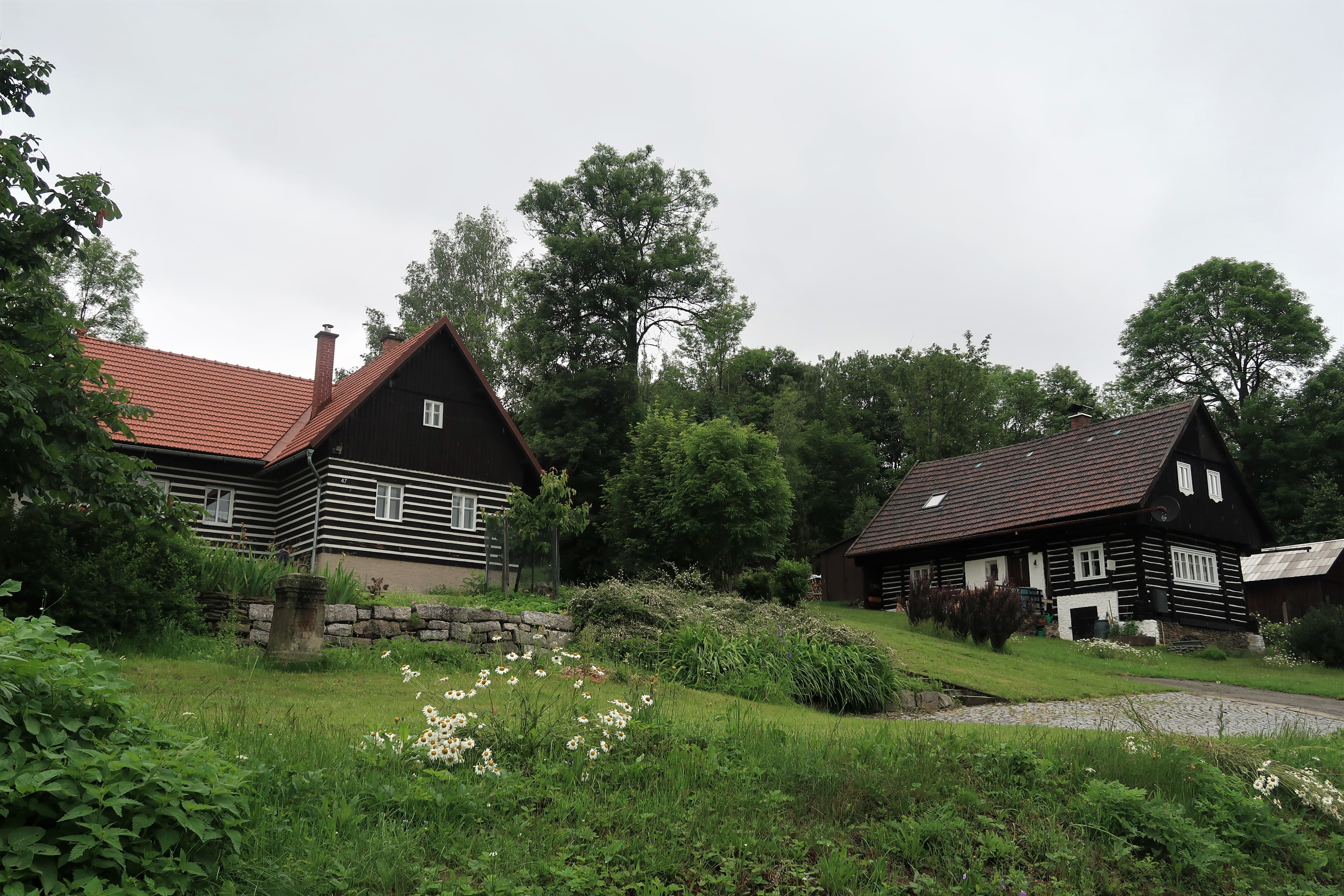
Lidová architektura v severní části obce
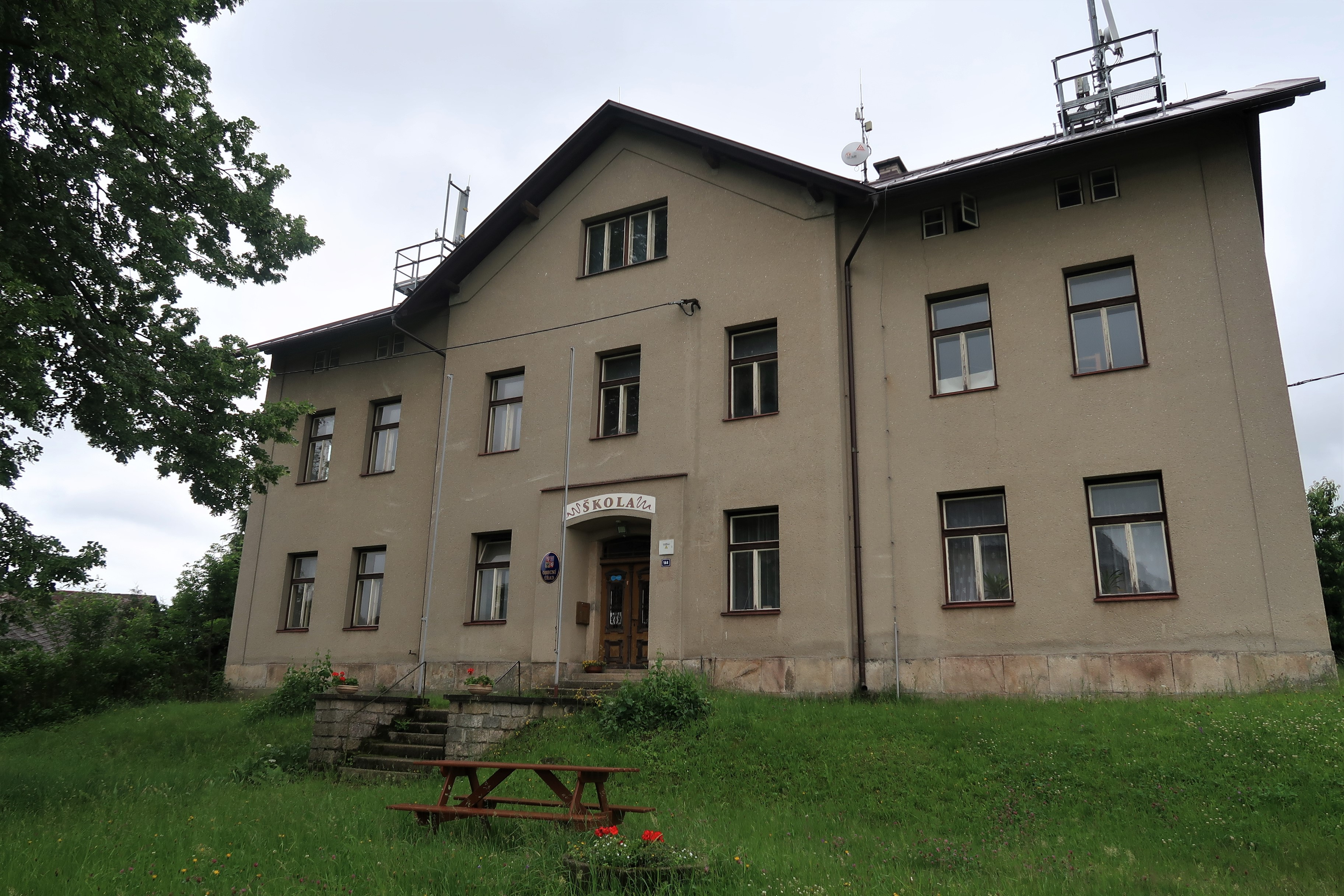
Obecní úřad (bývalá škola)
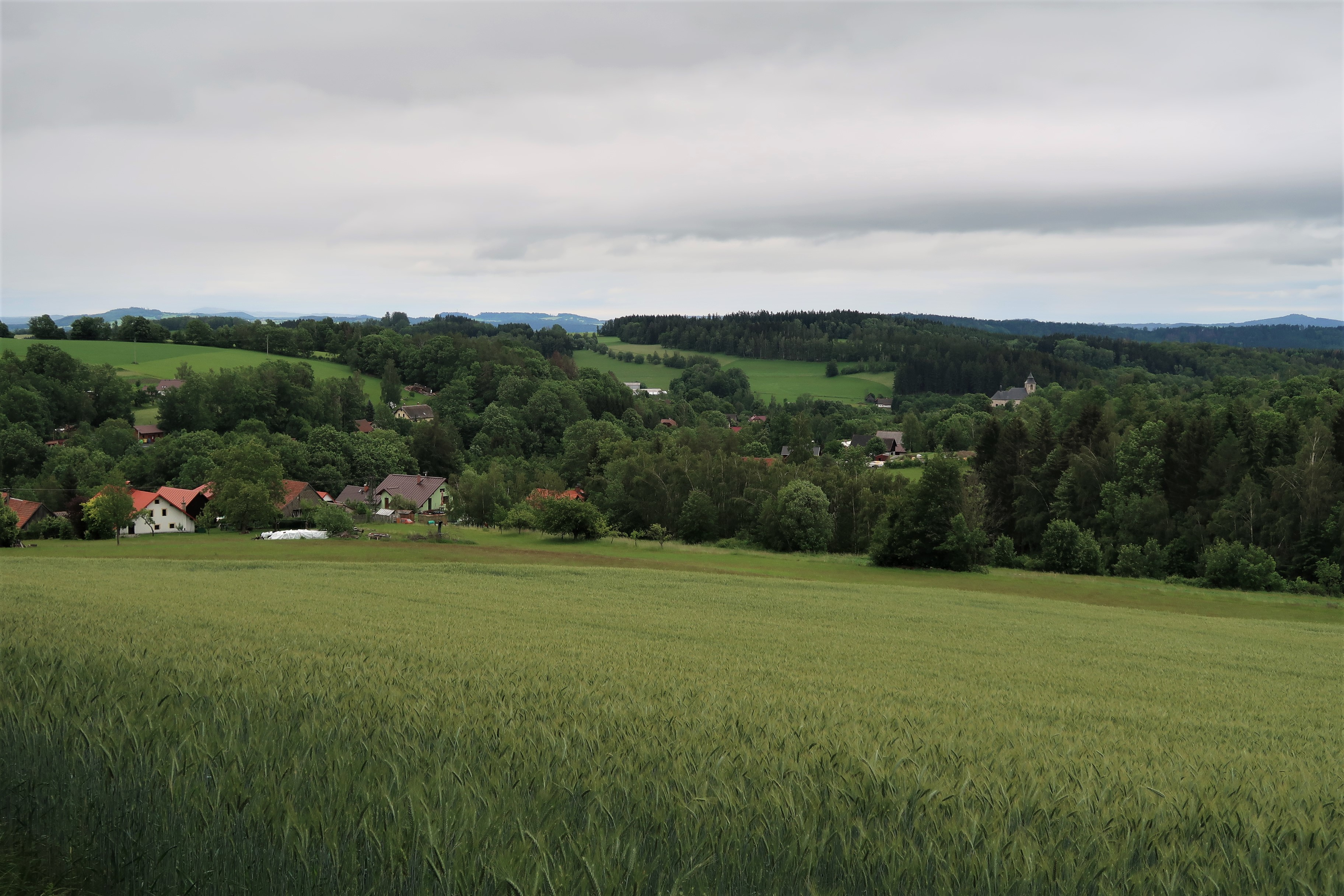
Pohled na Roprachtice cestou od rozhledny U borovice
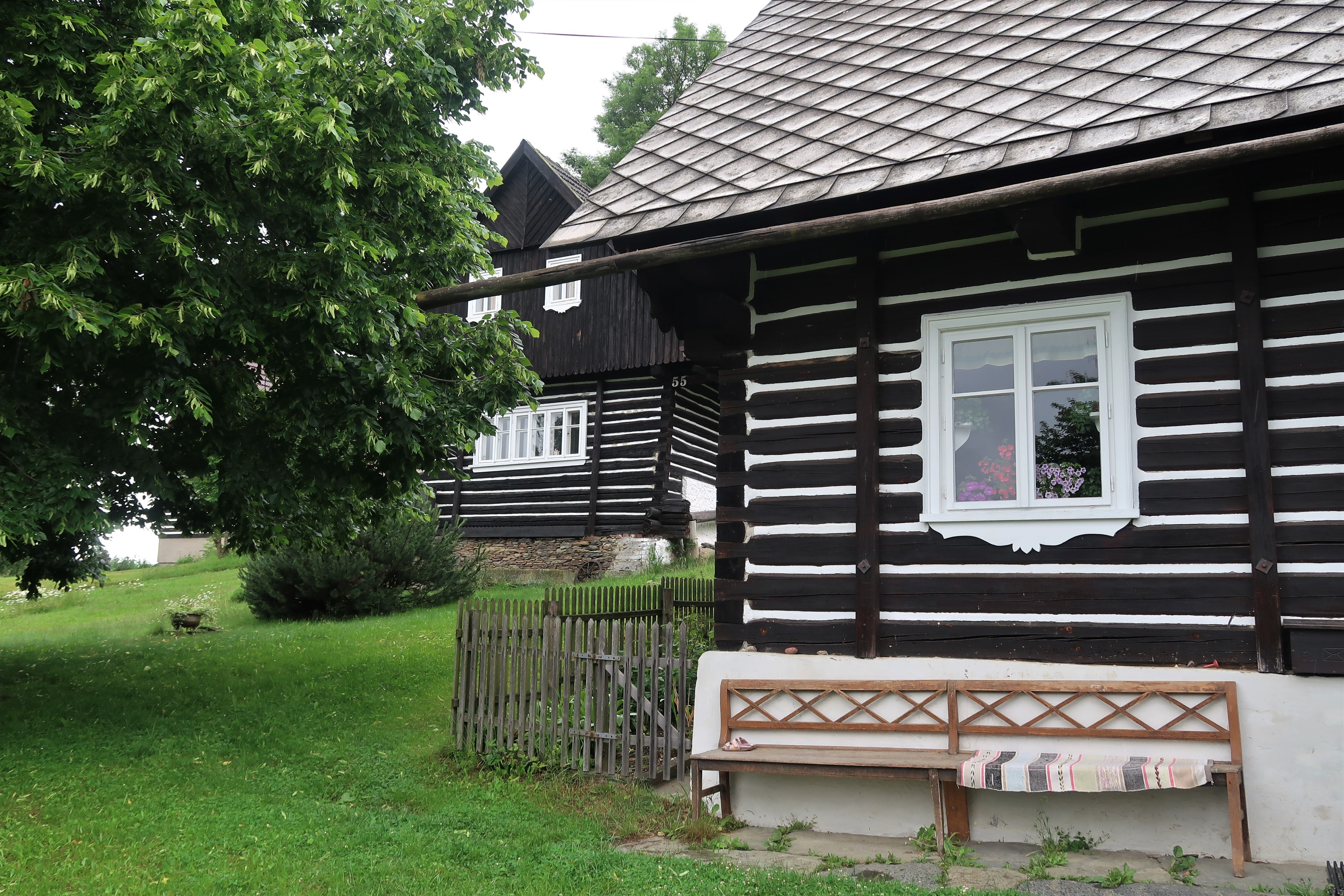
Lidová architektura v severní části obce
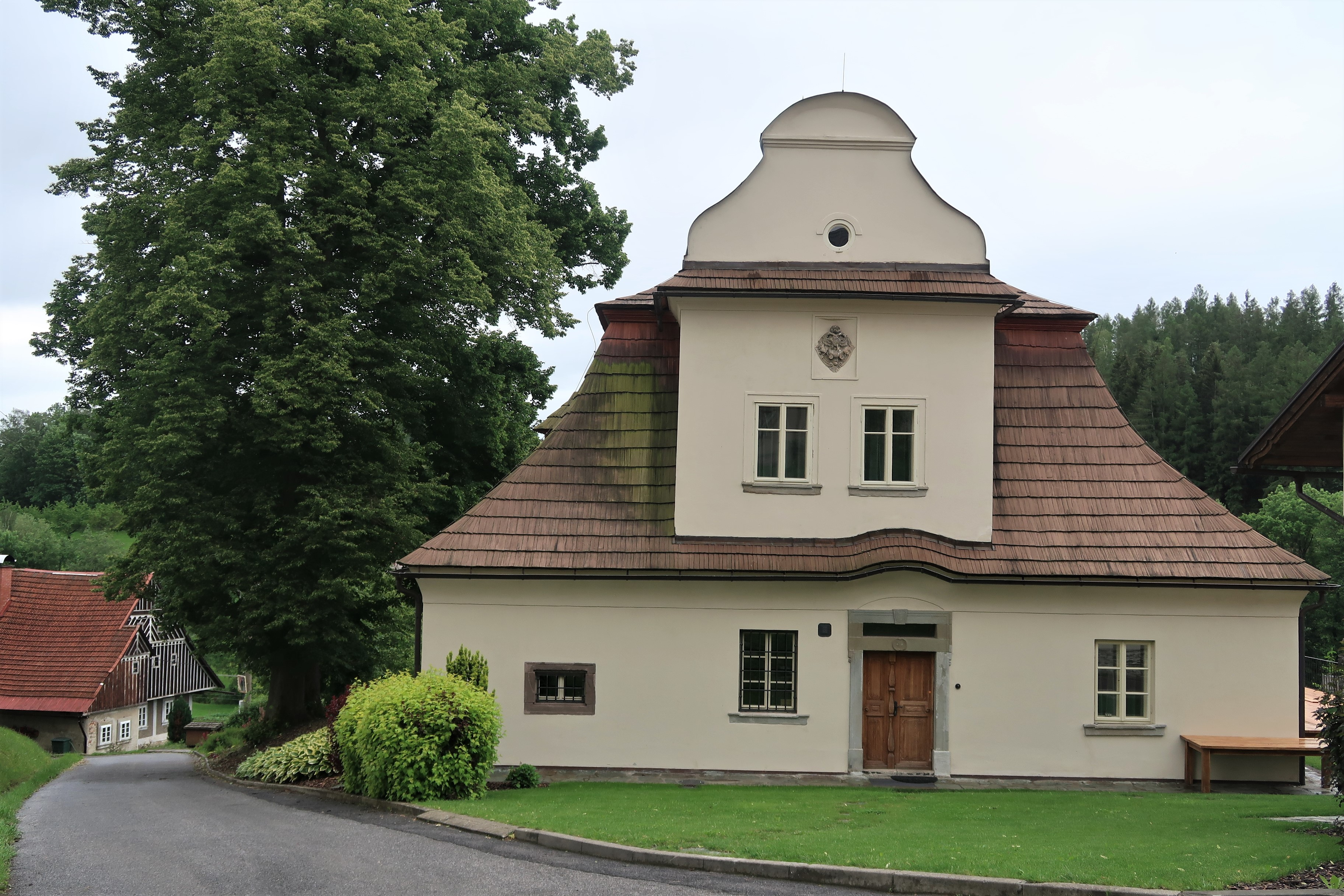
Fara v Roprachticích
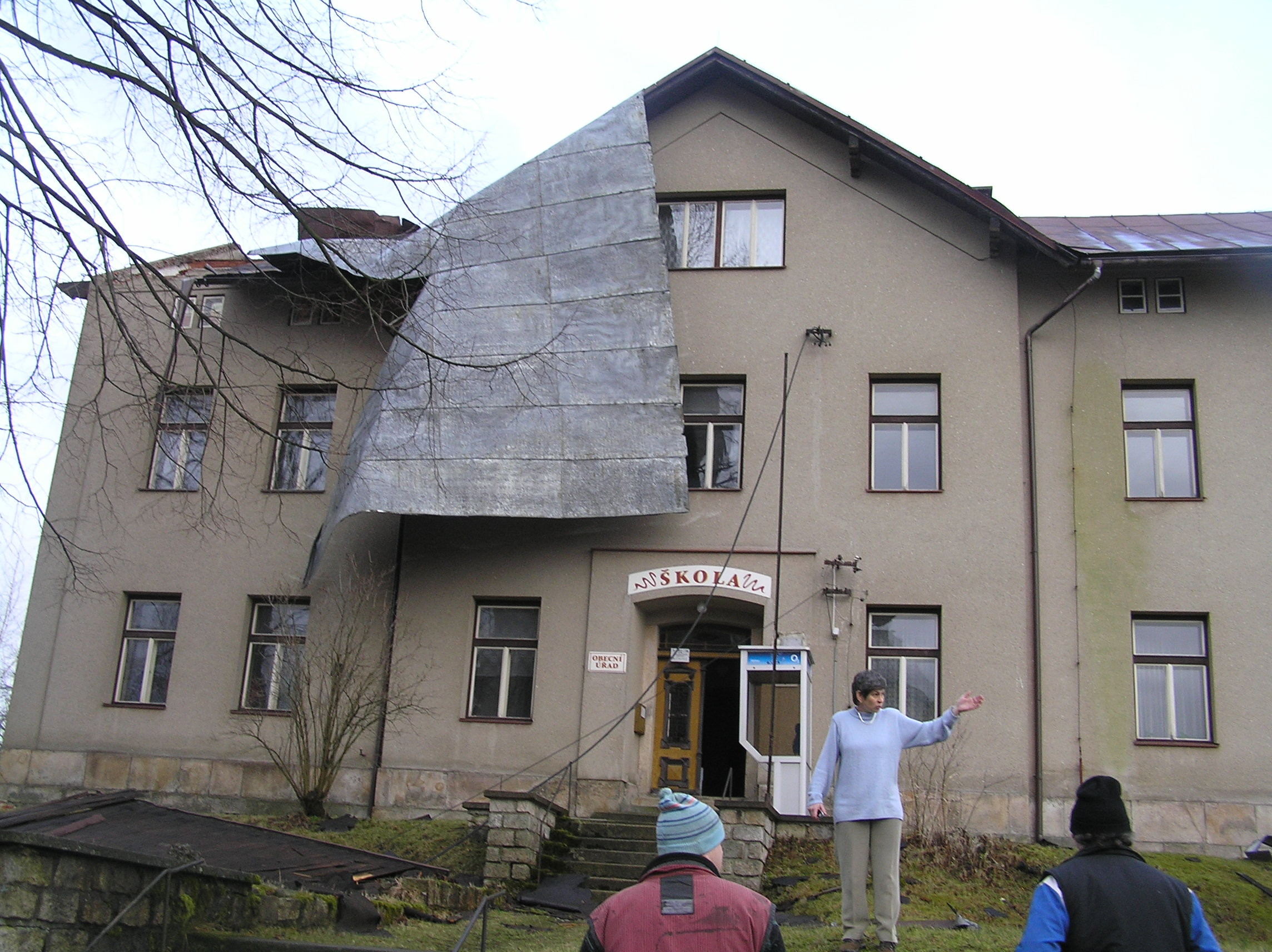
Poškození střechy na OÚ Roprachtice po orkánu Kyrill
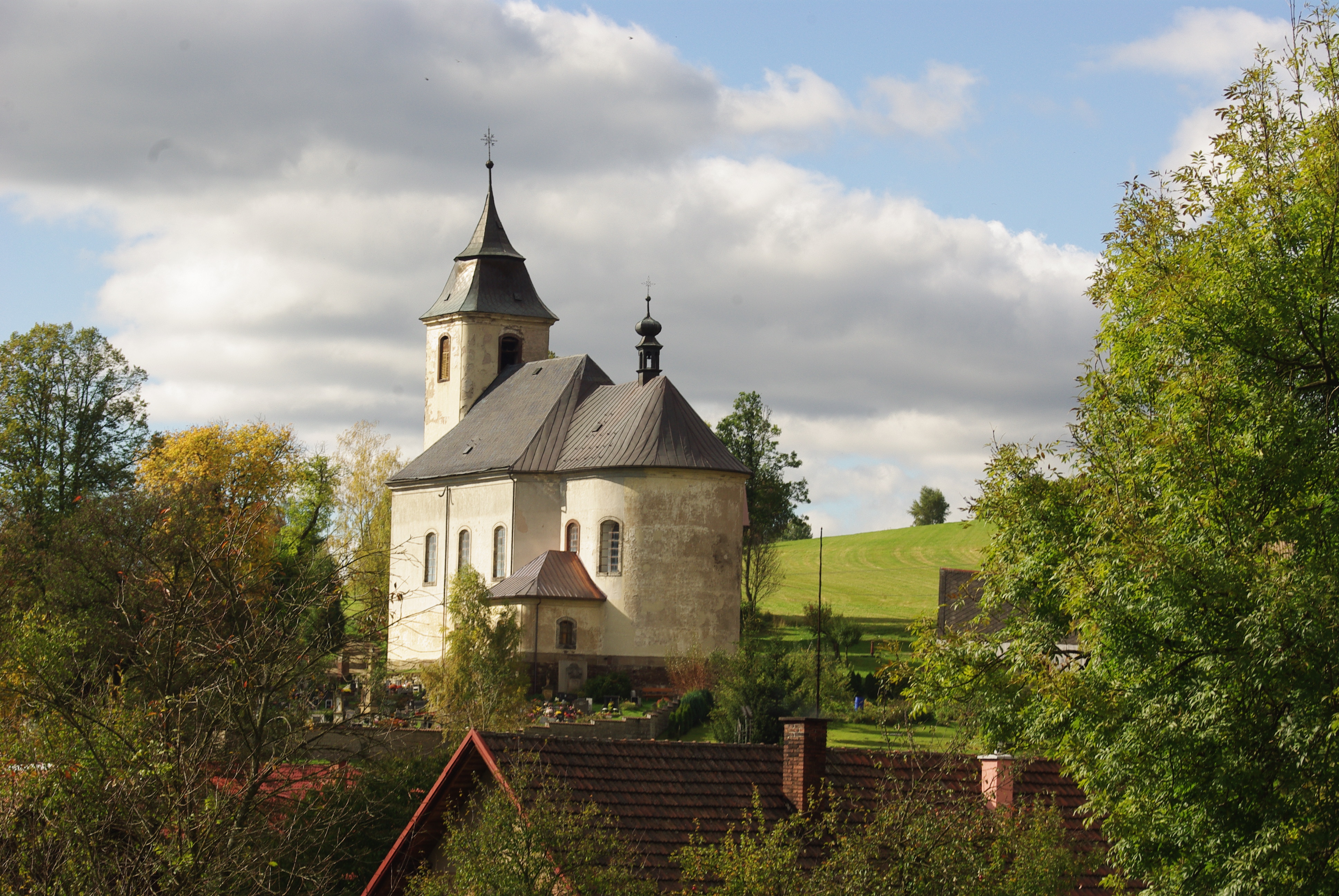
Kostel Nejsvětější Trojice
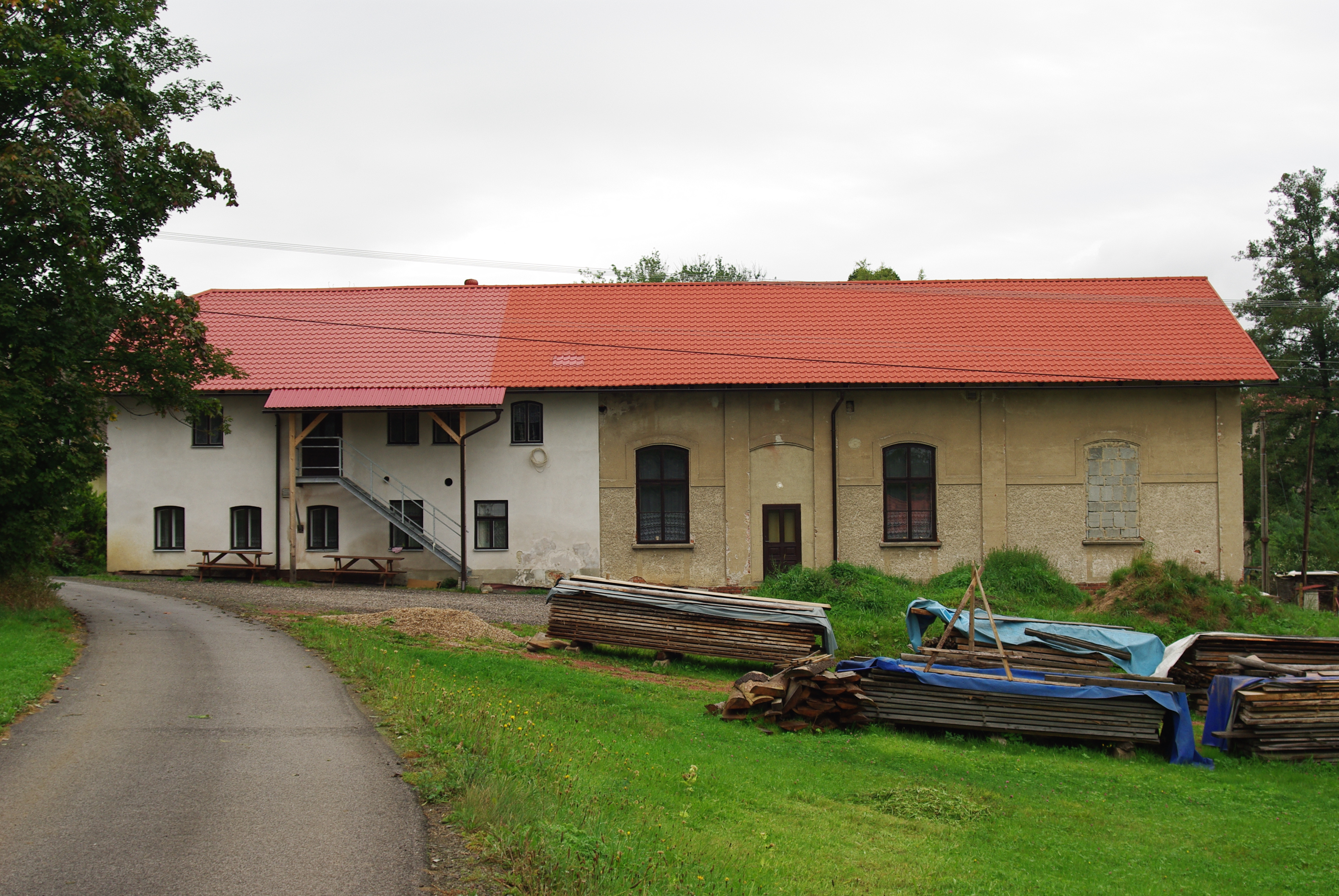
Hospoda U Tichánků